# Interaction
Interaction è il terzo album dei Brunorock. Il disco è uscito per la label tedesca MTM Records e nella formazione che ha suonato insieme a Bruno Kraler troviamo nomi famosi come Rachel Bolan (Skid Row), Alex De Rosso (ex Dokken), Bobby Altvater (Affair) e Fredrik Bergh (Street Talk). Il tutto è stato mixato a Nashville da Michael Wagener, noto per i suoi lavori con Skid Row, Metallica, Ozzy Osbourne, Stryper, Dokken e molti altri.

## Tracce
1. Interaction (Intro)
2. It's All Been Done 4 Me
3. Now Dies the Truth
4. Pray for the Rain
5. Let Me Be the One
6. Castaway
7. Take the Trophy
8. Hard Working Day
9. No More Promises
10. One Way One Life
11. La fonte dei sogni

## Formazione
- Bruno Kraler - voce
- Bobby Altvater - chitarra
- Hogel Schulten - basso
- Dominik Huelshorst - batteria